# ایوانوفکا (شهرستان ایوانوفسکی، استان آمور)
ایوانوفکا (روسی: Ивановка) یک منطقهٔ مسکونی در روسیه است که در استان آمور واقع شده‌است.